# Carl Welkisch

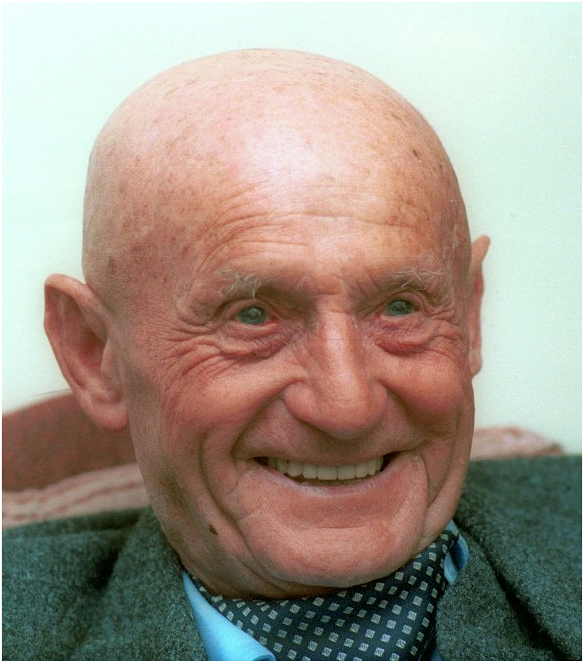
Carl Welkisch (1980)

Carl Welkisch, Karol Welkisz (ur. 14 grudnia 1888 w Głodnie koło Wolsztyna w Królestwie Prus, zm. 9 sierpnia 1984 w Überlingen nad Jeziorem Bodeńskim) – niemiecki mistyk.
W Głodnie mieszkał w domu dziś oznaczonym numerem 73 (w ubiegłych latach siedziba szkoły).